# Leucopsar rothschildi
El estornino de Bali (Leucopsar rothschildi) es una especie de ave paseriforme de la familia Sturnidae endémica de Bali.
Descubierta en 1912 por los ornitólogos occidentales, en 1928 se llevan a Europa los primeros ejemplares vivos. En 2005 se estimaba una población de 50 individuos en estado salvaje y un poco más de 1000 en cautiverio.

## Imágenes

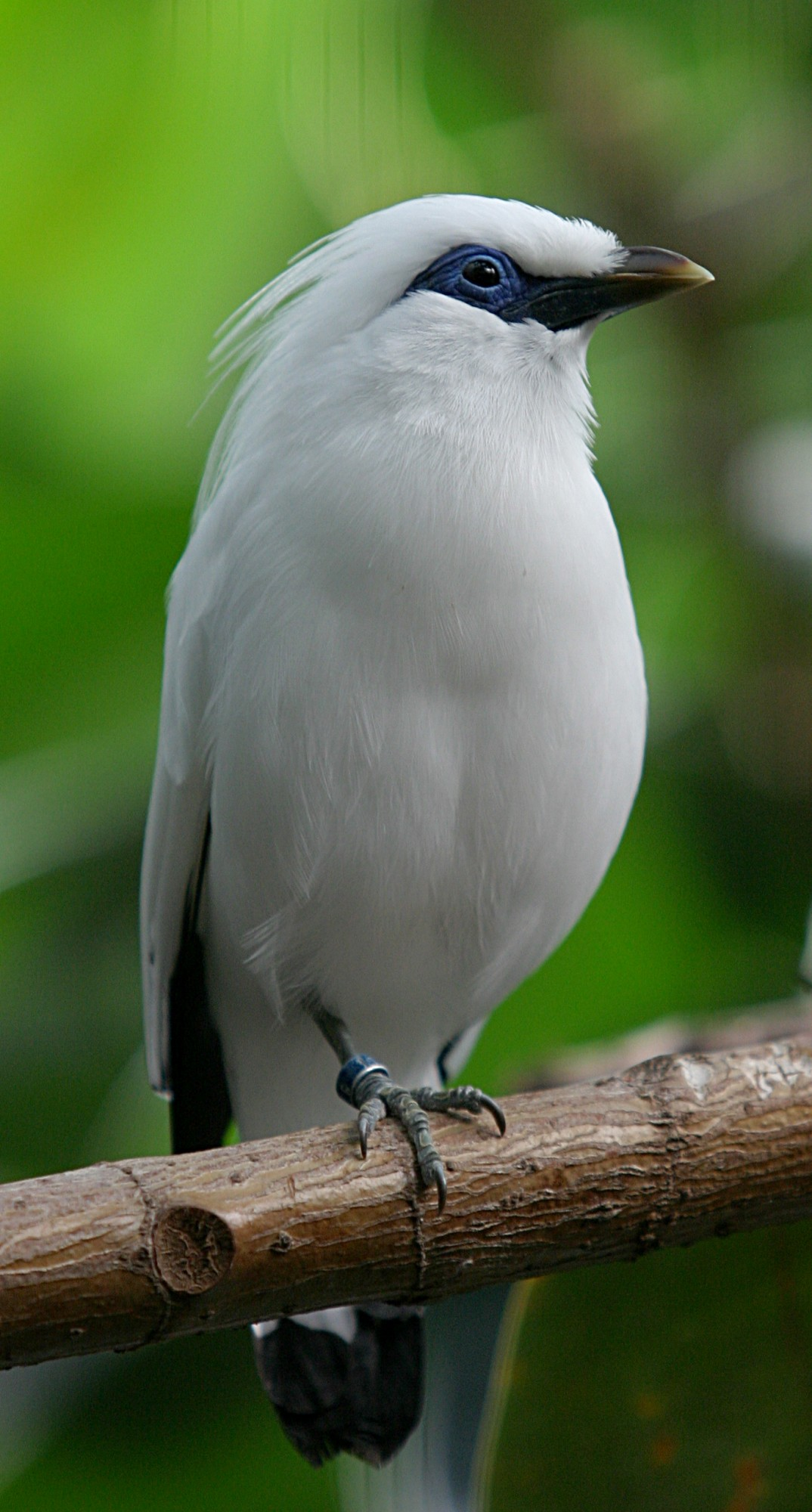
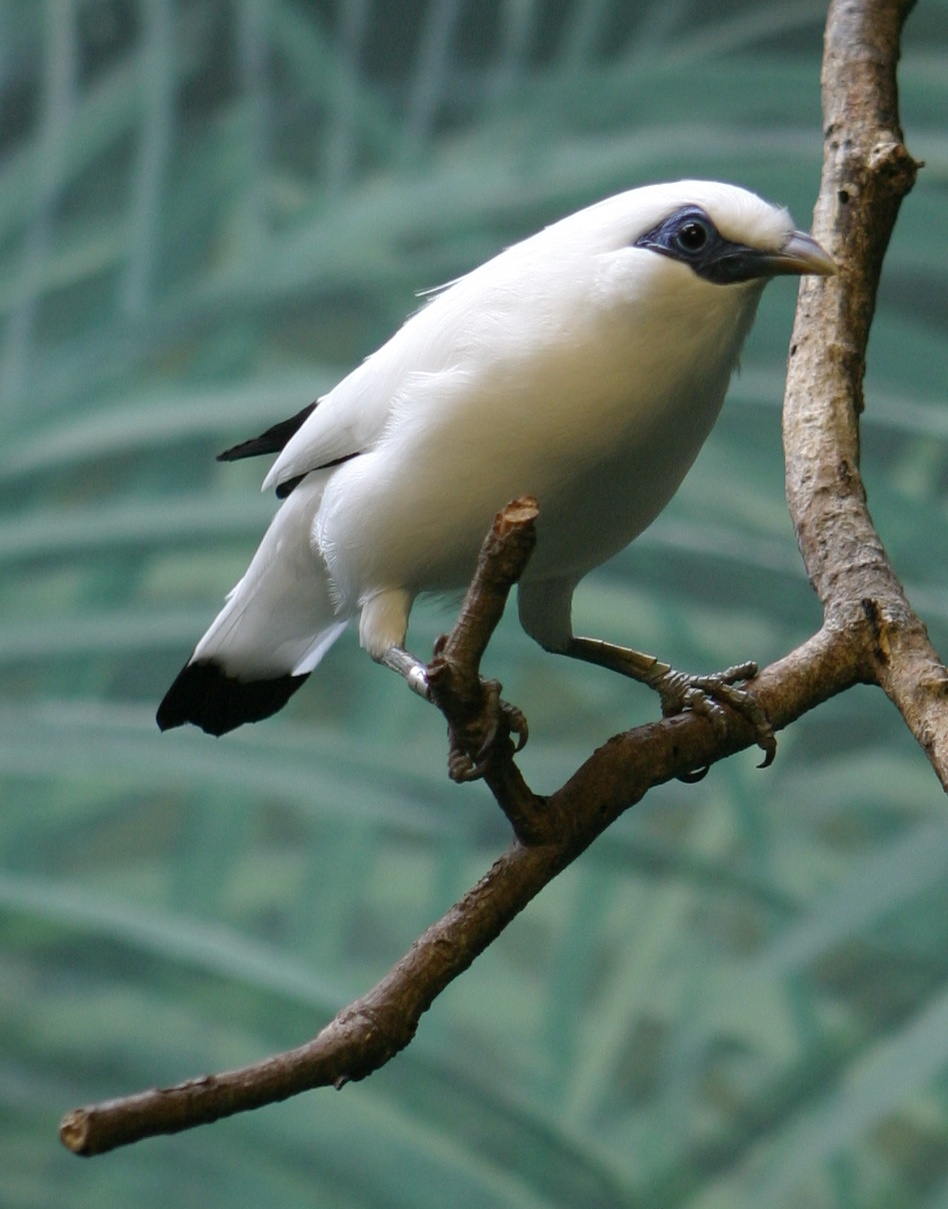
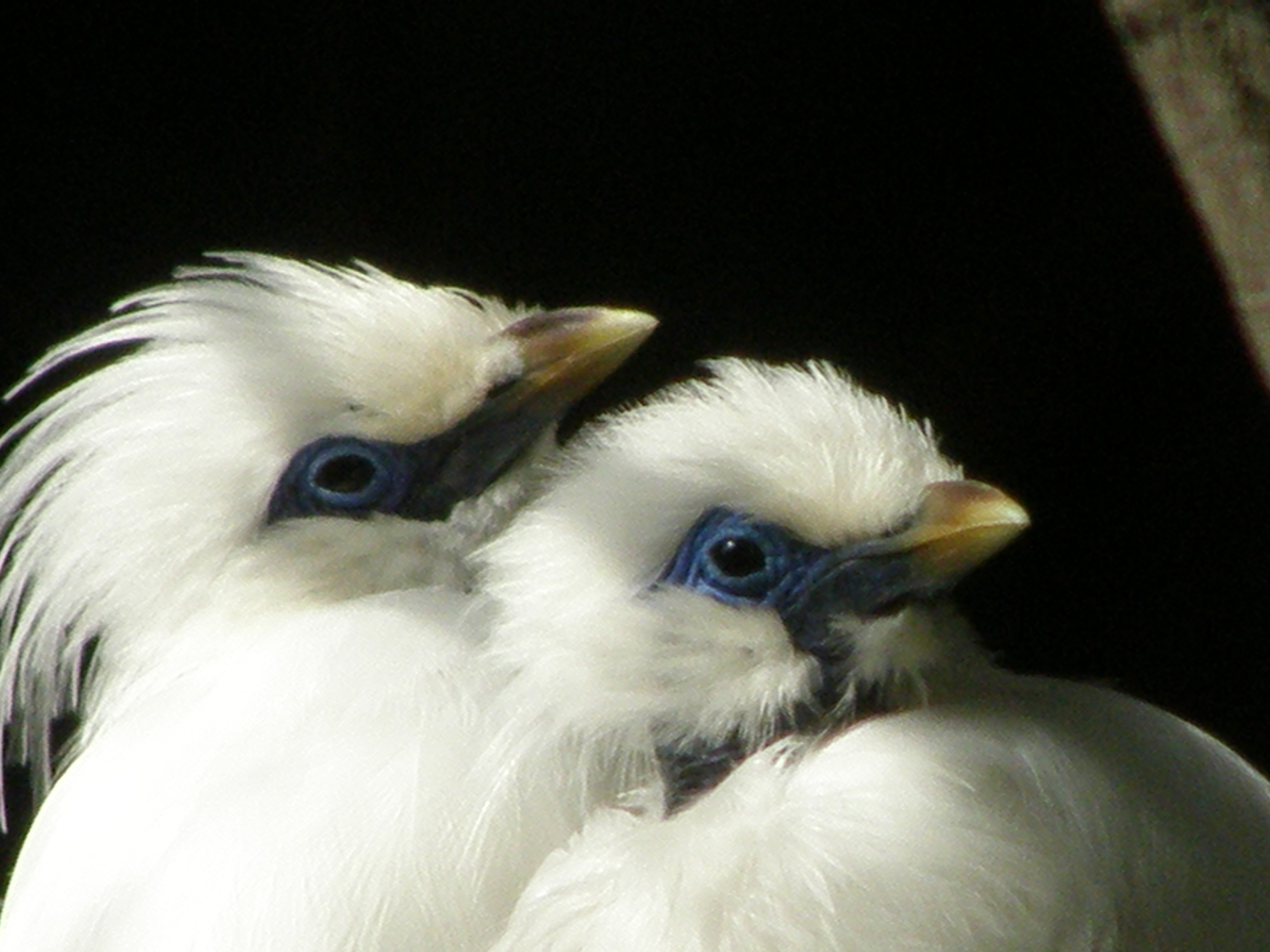
Dos jóvenes
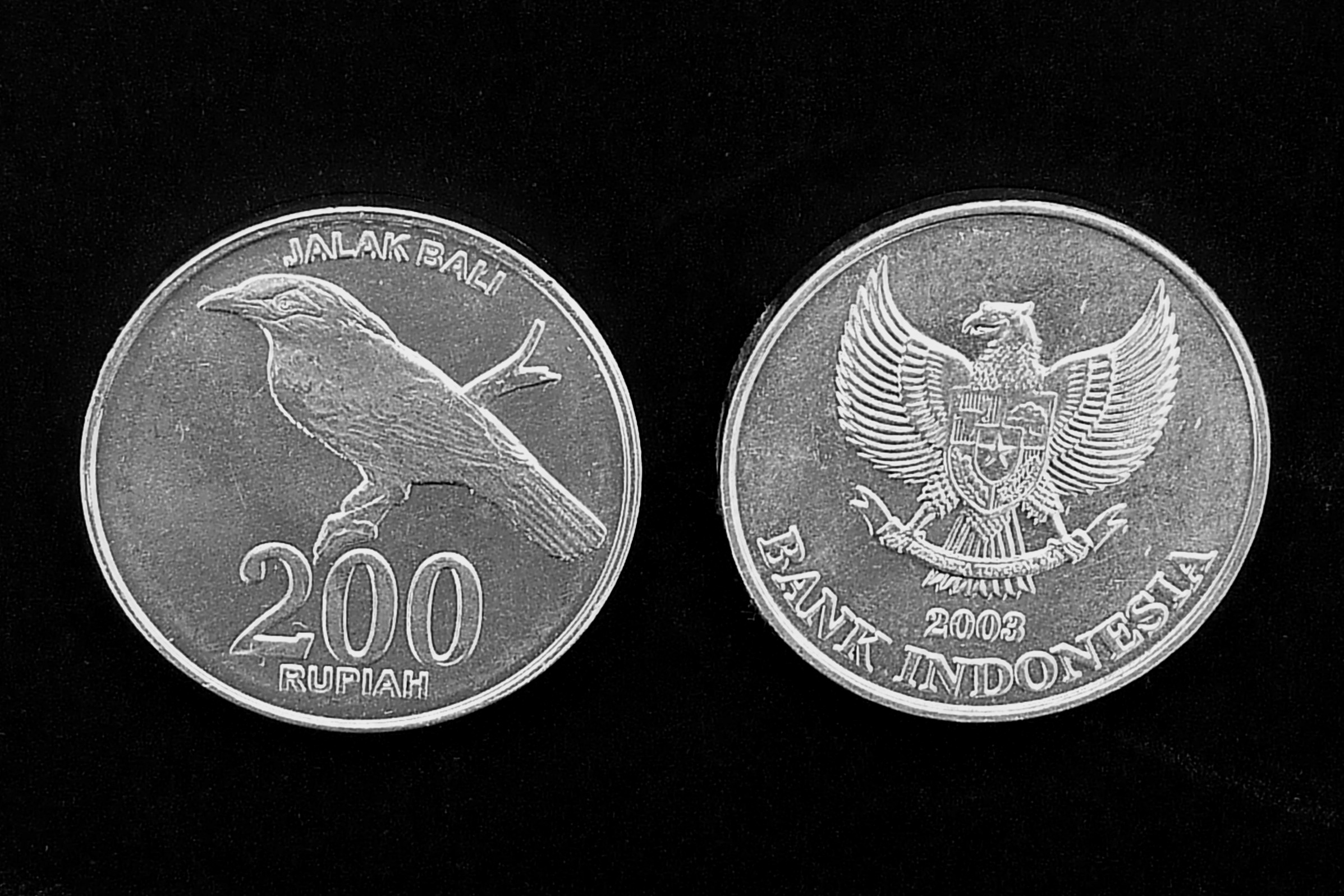
Moneda con la imagen de Leucopsar rothschildi.